# The Archive
The Archive je extended play vydané americkou indie rockovou skupinou Imagine Dragons. Album bylo vydáno ve Spojených státech dne 12. února 2013 prostřednictvím vydavatelství Interscope Records.

## Seznam skladeb
| Pořadí | Název           | Délka |
| ------ | --------------- | ----- |
| 1.     | Round and Round | 3:18  |
| 2.     | The River       | 3:25  |
| 3.     | America         | 4:34  |
| 4.     | Selene          | 4:01  |
| 5.     | My Fault        | 2:57  |

## Žebříčky
| Žebříčky                          | Nejvyšší umístění |
| --------------------------------- | ----------------- |
| U.S. Billboard 200                | 134               |
| U.S. Billboard Rock Albums        | 35                |
| U.S. Billboard Alternative Albums | 24                |

## Datum vydání
| Oblast                 | Datum          | Formát     | Vydavatelství      |
| ---------------------- | -------------- | ---------- | ------------------ |
| Spojené státy americké | 12. února 2013 | Ke stažení | Interscope Records |